# Link (Nathan Never)
Link è un personaggio del fumetto fantascientifico Nathan Never, edito dalla Sergio Bonelli Editore ed ideato dal trio Michele Medda, Antonio Serra e Bepi Vigna.

## Biografia del personaggio

### Serie regolare
Robot modello C012, Link è il primo (e ancora unico) androide a ricoprire il ruolo di Agente Alfa. La prima apparizione di Link risale al numero 37 della serie regolare. Link (graficamente ispirato al Data di Star Trek: The Next Generation), unico testimone dell'affondamento di una nave ad opera di un gigantesco mostro marino, viene acquistato da Nathan Never. Alla fine dell'avventura, dopo che Sigmund Baginov lo ha privato delle inibizioni dovute alle tre leggi della robotica, Link è finalmente libero di sviluppare una sua personalità e viene assunto da Edward Reiser, ai tempi Direttore dell'Agenzia. Link sarà spesso presente nelle avventure della Saga di Atlantide, soprattutto in quelle ambientate in Giappone. In questa fase del fumetto, Link ha una sorta di relazione con Olga, il robot-donna custode del parco dei dinosauri del Professor Odaka. Nel corso dei primi cento numeri, Link è uno dei comprimari principali della serie ed è inoltre l'unico Agente Alfa ad essere presente nel futuro di Nemo. Di lui si innamora la giovane Silvia, rimasta di fatto orfana dopo la scomparsa dell'Asteroide Argo: nei confronti della giovane umana, Link mostra un affetto quasi paterno. Dopo il restyling del numero 100 e fino alla guerra contro le Stazioni Orbitanti, il ruolo di Link viene lentamente modificato. Link è l'unico agente (assieme ad Al Goodman) a non prendere parte (se non in maniera marginale) alla Saga Alfa, la sua relazione con Olga viene di colpo trascurata, viene addirittura distrutto nello Speciale 10 Minaccia dal Cielo per poi essere ricostruito copiando in un nuovo corpo le sue memorie una cui registrazione era conservata da Sigmund Baginov. Link è protagonista del settimo Agenzia Alfa, Vessillo d'Acciaio. In questa storia, Link viene contagiato da un virus in grado di permettergli lo sviluppo di una sfera emotiva oltre che razionale. A contagiarlo sarà un altro Robot, il Custode, convinto della superiorità degli androidi sull'uomo e che vuole conquistare la Terra. Link si opporrà al Custode e assieme a Nathan Never ne distrugge la base spaziale.
Durante la Guerra contro le Stazioni Orbitanti, Link si occupa principalmente di operazioni di supporto e rimane ai margini della trama principale, anche se avrà modo di salvare la vita di Legs Weaver, dispersa nello spazio.
Dopo la guerra, Link sparisce per un lungo periodo dalle storie della collana principale. Riappare nel numero 178, durante la battaglia conclusiva con Aran Darko, in cui si scopre che Link è stato trasformato in una sorta da macchina da guerra da Baginov, cosa che ha ulteriormente raffreddato i rapporti tra l'esperto informatico e Nathan Never.

### Generazione Futuro
Nella saga di Generazione Futuro, Link è a capo dei robot Mute. Si unisce alla fine del primo albo agli Agenti Alfa sopravvissuti. Emergono informazioni rilevanti sul futuro di Link e della serie di Nathan Never:
- Sigmund Baginov costruirà un computer in grado di memorizzare quantità di informazioni incredibili che nel futuro diventerà leggendario. Dopo un primo periodo, sarà Link ad aggiornarlo.
- Dopo le guerre contro i tecnodroidi (che quindi ci saranno anche nel futuro regolare), Link creerà una nuova specie di robot, dotati di sentimenti, che saranno oggetto di sterminio da parte degli esseri umani.
- Link si sdoppierà, eliminando il suo lato irrazionale e cattivo, che si assemblerà in un altro androide deforme e grottesco, Dark Link.

## Versioni alternative di Link

### Futuro di Nemo
In questo futuro alternativo, Link fa parte dell'equipaggio del Nautilus. Nella prima trilogia è un personaggio centrale. Fa parte del primo gruppo di ribelli reclutati da Dakkar e Gabriel, collabora alla missione che riporta in vita Nemo, è l'unico membro accettato sul Nautilus da Nemo dopo la scomparsa della figlia, salva la vita a Susan Strong, partecipa alla missione finale contro i tecnodroidi. Mantiene un ruolo rilevante nel volume contro i Grigi, controllati dal Custode sopravvissuto secoli prima all'esplosione del suo satellite. Nella seconda trilogia, Link è sempre presente ma ricopre un ruolo sempre meno importante.

### Ribelli di Marte
In questo futuro alternativo, Link è a capo di un'organizzazione marziana ribelle contro la dittatura dei Pretoriani.